# Klåddetjärnen
Klåddetjärnen är en sjö i Härryda kommun i Västergötland och ingår i Göta älvs huvudavrinningsområde. Sjön är 7,6 meter djup, har en yta på 0,028 kvadratkilometer och är belägen 157 meter över havet.